# بحر الحب (فلم)
بحر الحب (بالإنجليزية: Sea of love) هو فيلم دراما وإثارة أمريكي من نوع «نيو نوار»، لعام 1989، من إخراج هارولد بيكر، وتأليف ريتشارد برايس وبطولة آل باتشينو وإلين باركين وجون جودمان. تحكي القصة عن محقق من مدينة نيويورك يحاول القبض على قاتل متسلسل يتصيد الضحايا من خلال اعلانات الباحثين عن الصداقات في إحدى الصحف. كان أول فيلم لباتشينو بعد توقف دام أربع سنوات في أعقاب الفشل النقدي (منح موقع الطماطم الفاسدة الفيلم تقييم مقداره 10%) والتجاري لفيلم عام 1985 «ثورة Revolution». حقق الفيلم نجاحًا كبيرًا في شباك التذاكر، حيث حصد أكثر من 110 مليون دولار.

## نوع الفيلم
هو فيلم أسود (مصطلح سينمائي يُستخدم للتعبير عن أفلام الجريمة والدراما الهوليودية)، خصوصاً تلك التي ترتكز بمحتواها على التصرفات المفعمة بالتهكم والتشاؤم والدوافع الجنسية. يشمل التعريف أيضاً وحسب الإجماع العالمي: أسلوب صناعة الأفلام الذي يتميز بعناصر مثل الأبطال المتهكمين، وتأثيرات الإضاءة الصارخة، والاستخدام المتكرر للذكريات، والمؤامرات المعقدة، والفلسفة الوجودية الأساسية. كان هذا النوع سائدًا في الغالب في الأعمال الدرامية الإجرامية الأمريكية في حقبة ما بعد الحرب العالمية الثانية.

## طاقم التمثيل
آل باتشينو: في دور المحقق فرانك كيلر
إلين باركين: في دور هيلين كروجر
جون جودمان: في دور المحقق شيرمان توهي
مايكل روكر: في دور تيري كروجر
وليام هيكي: في دور فرانك كيلر الأب
ريتشارد جينكينز: في دور جروبر
جون سبنسر: في دور رئيس المخفر
مايكل أونيل: في دور ريمون براون

## أحداث الفيلم
فرانك كيلر (آل باتشينو)، هو محقق بقسم جرائم القتل في مدينة نيويورك ومدمن كحول، هجرته زوجته وتزوجت أحد زملائه وهو محبط بعد بلوغه عامه العشرين في قوة الشرطة. يتم تكليفه بالتحقيق في مقتل رجل في مانهاتن برصاصة في وجهه وهو عارٍ اثناء استماعه إلى الأغنية القديمة «بحر الحب»، ويلتقط كيلر ثلاثة أدلة (سيجارة ملطخة بأحمر الشفاه وإعلان عن الرغبة في التعرف على سيدة، وضعه الرجل الميت في إحدى الصحف وبصمات الجاني). يقتل رجل آخر بنفس الطريقة في كوينز، ويقترح المحقق شيرمان توهي (جون جودمان) من الدائرة المحلية، التعاون مع فرانك، وحيث ان الضحيتان وضعا إعلانات متناغمة، مكتوبة بقافية في عمود القلوب الوحيدة في الصحيفة، لهذا يتتبع المحققون ريموند براون (مايكل أونيل)، وهو الرجل الآخر الوحيد الذي لديه إعلان مقفى. ريموند هو رجل متزوج يعترف بوضع الإعلان ولكنه يقسم أنه تخلص من جميع الرسائل ولم ير أحداً. يقرر فرانك وضع إعلان متناغم في الصحيفة، ومقابلة النساء اللواتي يردن في مطعم ويأخذ البصمات من أكواب الشرب الخاصة بهم. يتشكك رئيس دائرة الشرطة فرانك في جدوى هذه الطريقة، ولكنه يغير رأيه عندما يموت براون بنفس الطريقة التي مات بها ضحيتا القتل الآخران. يتناول فرانك العشاء مع العديد من النساء، في حين أن المحقق شيرمان يتظاهر بأنها نادل. لا تبدي إحدى النساء المطلقات هيلين كروغر، أي اهتمام بفرانك وتغادر دون تناول مشروب، وهكذا لا يستطيع فرانك الحصول على بصمات أصابعها. يصطدم فرانك بها مرة أخرى في السوق، لكنه يجدها هذه المرة أكثر ودية، ويعرف أنها تدير متجر أحذية راقي وأنيق، ولا يكشف فرانك عن مهنته الحقيقية. يصطحبها فرانك إلى سكنه، رافضًا تحذير شيرمان، وتنمو بينهما علاقة عاطقية، لكن فرانك يصاب بالذعر بعد العثور على مسدس في حقيبة هيلين ويعاملها بقسوة، وتشرح له هيلين أنها تحتفظ بمسدس لأنها كانت خائفة منه، ويعتذر فرانك ويشاركها الفراش. يبدأ فرانك وهيلين قصة حب، وتواتيه فرصة للحصول على بصمات هيلين من على كوبها، لكنه يتراجع. تتوتر علاقتهما عندما تكتشف أنه شرطي، وفي إحدى الليالي وهو مخمور يبدأ في الاعتراف بمشاعره تجاهها، لكنه يكتشف بعد ذلك أنها استجابت لكل إعلان من إعلانات الضحايا، ويواجهها بذلك، وحين ترفض الاعتراف بأي شيء، يقوم بطردها، وبعد لحظات يقتحم القاتل الحقيقي الشقة، انه زوج هيلين السابق تيري الذي كان يطارد هيلين ويقتل الرجال الذين تواعدهم، وتحت تهديد السلاح، يجبر فرانك على أن يرقد على سريره ويظهر كيف أنه مارس الحب مع هيلين، تمامًا كما فعل مع ضحاياه الآخرين قبل قتلهم، ويتمكن فرانك من التغلب على تيري ويحاول الاتصال بالشرطة، لكن تيري يندفع نحوه، وفي الصراع الذي تلا ذلك، يلقى فرانك تيري عبر نافذة غرفة النوم. بعد عدة أسابيع، يلتقي فرانك بعد أن تخلى عن الشراب، بشيرمان في حانة ويلتقي لاحقًا مع هيلين، التي تغفر له ويستأنفان علاقتهما.

## الإنتاج
قالت بطلة الفيلم إيلين باركين في وقت لاحق، إنها لم تستمتع بصنع هذا الفيلم، ولكن آل باتشينو، من ناحية أخرى، «كان منقذي، وكان ذلك شيئًا رائعًا... مجرد الحقيقة أن كل شيء كان خاطئًا، باستثناء أنه كان لدى أحد الممثلين الأمريكيين العظماء كحامي شرس ومخيف، وقد شعرت بالدهشة، حيث منحني مستوى من الثقة لم أكن أحظى به، بالتأكيد بدونه».

## أستقبال الفيلم
حقق الفيلم نجاحًا محليًا، حيث ظهر في المركز الأول. حقق «بحر الحب» 58.5 مليون دولار محليًا و 52.3 مليون دولار في الخارج ليصبح المجموع 110.9 مليون دولار في جميع أنحاء العالم.
تلقى الفيلم آراء إيجابية من النقاد، وحصل على تقدير 76% عن طريق موقع «الطماطم الفاسدة». في تعليق لصحيفة لوس أنجلوس تايمز، وصف كيفن توماس الفيلم بأنه «فيلم إثارة عن شرطي بنيويورك، والذي رأيناه مرات لا تحصى من قبل»، لكنه ذكر «أنه لا يمكن ابقى بعيدًا عن التساؤل كيف يمكن لامرأة ذكية مثل هيلين، التي يمكن بمظهرها أن توقف حركة المرور والتي يجعلها عملها الفني على اتصال دائمًا مع مجموعة من الممثلين المتمرسين، أن تلجأ إلى الشخصيات، ما لم تكن، بالطبع، مريضة نفسيا». أشادت مجلة فاراياتي بالفيلم ووصفته بأنه «فيلم نوار مشوق يتميز بأداء رائع لآل باتشينو كشرطي يذكرنا بمسلسلات جوثام».

## وصلات خارجية
مقالات تستعمل روابط فنية بلا صلة مع ويكي بيانات